# 张琪瑛
张琪瑛（196年8月23日—217年5月13日），沛国丰县（今属江苏丰县），五斗米道创立者张陵曾孫女，阆中侯張魯女。

## 生平
建安一九年（214年），馬超投奔张鲁，超其妻死于冀城，张鲁打算把女儿嫁给他，有人谏言：「他连自己的亲人也不爱惜，如何去爱护他人?」，张鲁因此作罢。
建安二十年（215年），曹操攻入汉中，张鲁投降，曹操很看重他，拜镇南将军、封阆中侯迁还中原，张富、张盛等五子皆封为侯，女嫁曹宇。
建安二十二年（217年），张鲁女去世。

## 轶事
《道家杂记》记载张鲁女在山下洗澡，有白雾蒙身而怀孕。她覺得很羞恥，並自殺，自殺前跟其婢說：「我死后，可剖腹檢查。」婢如其言，得龍子一雙，遂送于汉水之滨。女殡于山，后有龙到來，其墓前形成溪流。与张玉兰传说相似，所以有學者认为张玉兰就是张琪瑛。

## 墓祠
张鲁女墓祠最早记载于郦道元的《水经注》：“水南有女郎山，山上有女郎冢。远望山坟，嵬嵬状高，及即其所，裁有坟形。山上直路下出，不生草木，世人谓之女郎道。下有女郎庙及捣衣石，言张鲁女也。有小水北入汉，谓之女郎水。”
清毕沅《关中胜迹图志》载，张鲁女墓在褒城县西南八十里。
南宋王象之《舆地纪胜》载为褒城县之西南，沔县之东南。
清光绪四年（1879），张鲁女祠曾经修缮过。
1985年，勉县人民政府，把张鲁女墓定为县级文物遗迹保护单位。
2000年，汉中市政府将张鲁女墓确定为市级第一批重点文物保护单位。